# Astéroïde Arjuna
Pour les articles homonymes, voir Arjuna (homonymie).
Les astéroïdes Arjuna sont une classe d'astéroïdes proches de la Terre dont l'orbite est très similaire à celle de la Terre. Ils ont une inclinaison faible, des périodes orbitales proches d'une année terrestre et une faible excentricité. Cette classe est nommée d'après Arjuna, héros proéminent de la mythologie hindoue. Cette définition est floue car elle recoupe dans sa définition quatre familles d'astéroïdes bien établies : les astéroïdes Apollon, les astéroïdes Amor, les astéroïdes Aton et les astéroïdes Atira. Elles constituent un groupe dynamiquement stable de petits géocroiseurs soumis à des tentatives de capture répétées dans une résonance orbitale de 1:1 avec la Terre,.

## Définition
Dans un article de 2014, Carlos et Raúl de la Fuente Marcos définissent les astéroïdes Arjuna comme les « astéroïdes proches de la Terre dynamiquement froids qui sont des compagnons transitoires — et peut-être récurrents — de la Terre [...] qui ont des épisodes résonants récurrents avec notre planète, à savoir la résonance de moyen mouvement 1:1 dans n'importe laquelle de ses incarnations (quasi-satellite, troyen, librateur sur une orbite en fer à cheval, ou hybrides de ceux-ci) ou la résonance de Kozai de faible inclinaison (argument du périhélie en libration autour de 0° ou 180°) ». Cette définition conduit à l'espace des paramètres approximativement défini par 0,985 ua < a < 1,013 ua, 0 < e < 0.1 et 0° < i < 8,56°.

## Exemples d'astéroïdes Arjuna potentiels
- (459872) 2014 EK24[3],[2],[4]
- 1991 VG (possiblement 1:1 avec la Terre dans le passé ou dans le futur[2])
- 2003 YN107[3],[2],[4]
- 2006 JY26[3],[2],[4]
- 2006 RH120[2],[4]
- 2008 KT[3],[2],[4]
- 2008 UC202[3],[2],[4]
- 2009 BD[2],[4]
- 2009 SH2[3],[2],[4]
- 2010 HW20[3],[2],[4]
- 2012 FC71[3],[2],[4]
- 2012 LA11[3],[2],[4]
- 2013 BS45[3],[2],[4]
- 2013 RZ53[2]
- 2014 QD364[3],[4]
- 2014 UR[3],[4]
- 2016 GK135[3],[4]
- 2017 UO7[3],[4]
- 2017 UM52[3]
- 2017 YS1[3],[4]
- 2018 ER1[3],[4]
- 2018 FM3[4]
- 2018 PK21[4]
- 2018 PN22[3],[4]
- 2019 GF1[3]
- 2019 GM1[3]
- 2019 HM[3]
- 2019 RY[3]
- 2019 SU1[3]
- 2020 BL11[3]
- 2020 DT4[3]
- 2020 GE[3]
- 2020 GE1[3]
- 2020 HE5[3]
- 2020 HO5[3]
- 2020 KZ2[3]
- 2020 PP1[3]
- 2020 VL[3]
- 2021 GM1[3]
- 2021 LD6[3]
- 2021 VX22[3]
- 2022 BY39[3]
- 2022 OB5[3]
- 2022 RS1[3]
- 2023 FY3[3]
- 2023 GT1[3]
- 2023 HM4[3]
- 2023 RA10[3]
- 2023 RX1[3]
- 2023 SZ[3]
- 2023 SX2[3]
- 2023 UZ2[3]
- 2024 JQ1[3]